# Valanga papuasica
Valanga papuasica är en insektsart som först beskrevs av Pierre Adrien Prosper Finot 1907.  Valanga papuasica ingår i släktet Valanga och familjen gräshoppor. Inga underarter finns listade i Catalogue of Life.